# Can Badia (Santa Pau)
Can Badia és una obra de Santa Pau (Garrotxa) inclosa a l'Inventari del Patrimoni Arquitectònic de Catalunya.

## Descripció
És un gran casal situat prop del pujolet d'en Badia. Disposa de planta baixa amb tres porxos (al del mig es pot veure les inicials F. P. i la data de la restauració 1971) i dos pisos superiors. Actualment hi viuen els masovers, serveix de segona residència i es cria bestiar destinat a la selecció i millora de races. Va ser bastida amb carreus ben escairats als angles i finestres. La resta dels murs avui estan arrebossats i pintats. La planta és rectangular i el teulat és a dues aigües amb les vessants vers les façanes principals. El casal conserva quatre llindes.

## Història
La primera notícia es troba al diploma que Lluís el Tartamut, rei de França (any 880) va estendre en ple concili de Troies a favor del monestir de Banyoles i del seu abat. Després, la possessió serà confirmada amb delme, primícies i oblacions dels fidels, pels papes Benet VIII (1017), Urbà II (1097) i Alexandre (1175). La parròquia de Sant Vicenç de Sallent no va passar a la baronia de Santa Pau fins a l'any 1392. Va adquirir-la el baró Hug al rei Joan II, venda que després, al cap d'un any, confirmaria el rei Martí.